# قائمة شخصيات مباريات الجوع

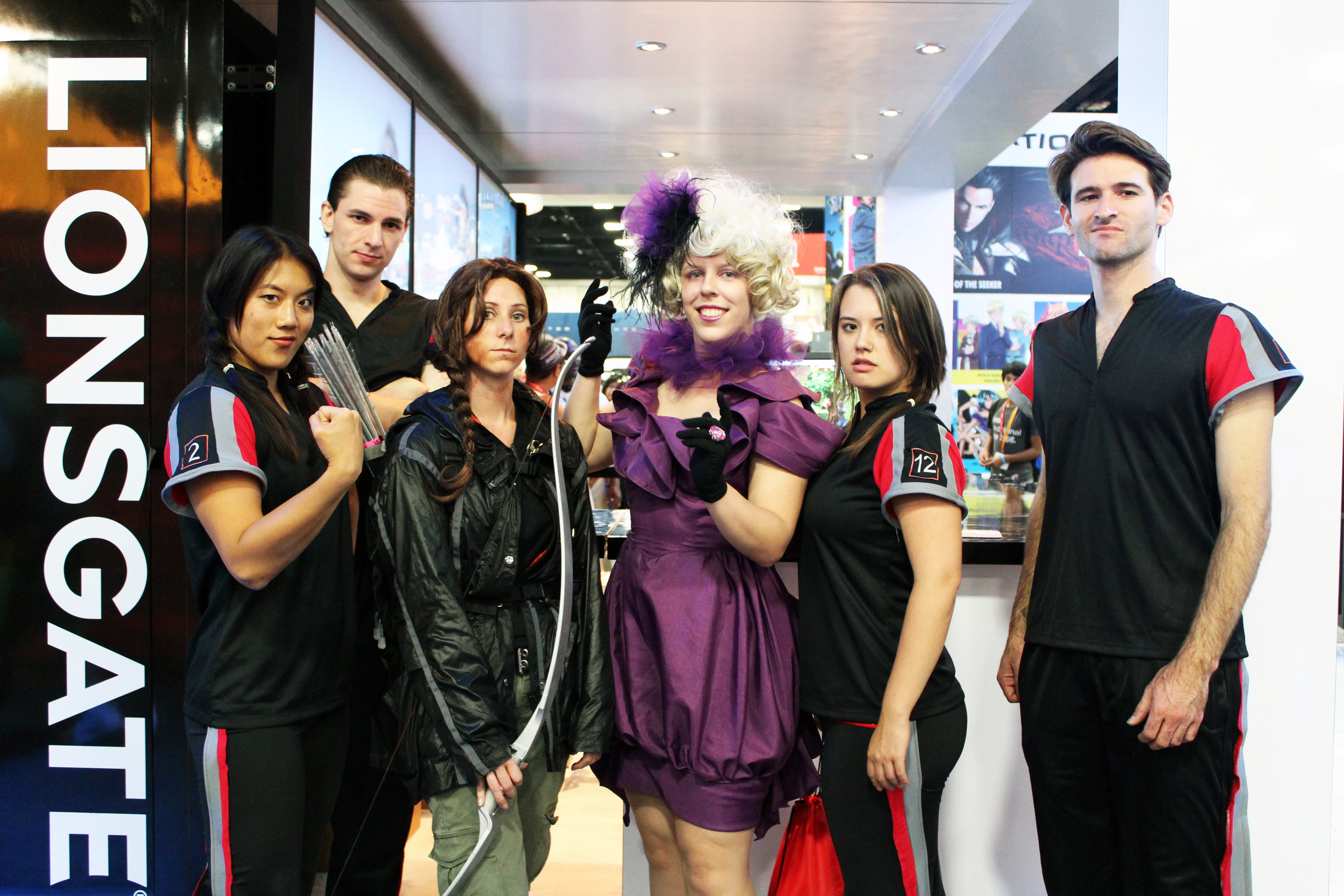
معجبون يتقمصون أدوار مجالدين برفقة شخصية المرشدة إيفي ترنكيت التي تتوسطهم.

فيما يلي قائمة بشخصيات مباريات الجوع، وهي سلسلة من روايات خيال علمي، من تأليف الروائية الأمريكية سوزان كولينز، والتي أُنتِج بناء عليها، أربعة أفلام روائية مقتبسة، مثلها عدد من الممثلين، ويمكن الاطلاع عليهم ضمن قائمة ممثلي مباريات الجوع.

## الشخصيات الرئيسية

### كاتنيس إيفردين
كاتنيس إيفردين (بالإنجليزية: Katniss Everdeen)‏؛ هي بطلة الرواية وراوية السلسلة. تبلغ من العمر 16 عامًا - وقت بدء الرواية الأولى - وهي شخصية تتصف بالهدوء والاستقلالية والقوة. لديها شعر أسود طويل، بشرة حنطيّة، وعيون رمادية، وهي سمة مميّزة اكتسبتها لكونها من أهالي منطقة مناجم الفحم في المقاطعة الثانية المعروفة باسم منطقة السيم (بالإنجليزية: The Seam)‏. سُمّيت باسم كاتنيس (بالإنجليزية: Katniss)‏ نسبة لنبتة سهم الماء المائية التي تنمو بواسطة درنات في المستنقعات، وهي صالحة للأكل. تعيش مع والدتها وشقيقتها الصغرى بريمروز (بالإنجليزية: Primrose)‏ الملقبة بـ«بريم» (بالإنجليزية: Prim)‏. توفي والدها في انفجار منجم تعدين قبل سنوات، وهي الحادثة التي أثّرت بشدّة على والدتها التي أُصيبت بالاكتئاب الشديد، ممّا أجبر كاتنيس على أن تتولّى بنفسها مهام ربّ الأسرة وتصبح بمثابة الأم الراعية للعائلة، واكتسبت عددًا من المهارات باستمراها بالصيد لتأمين طعام لعائلتها، وهو أمر تعلمته من والدها الذي كان يأخذها معه في رحلات صيد في الغابة. لونها المفضّل هو الأخضر، ويعود ذلك بسبب تعلقها بطبيعة الغابة. حين اختيرت بريم (بواسطة نظام الحصاد السنوي العشوائي) لتكون مجالدة حتى الموت في دورة مباريات الجوع السنوية الرابعة والسبعين لتحارب مجموعة المجالدين الثلاث والعشرين الآخرين الذين يُختارون سنويًا في مباريات الجوع، تطوّعت كاتنيس لتحل محلها. في نهاية المباريات، تنتصر جنبًا إلى جنب صديقها بيتا ميلارك، الذي يعشقها، وجاء انتصارهما إثر نكوص صانعي المباريات عن وعدهم القاضي بالسماح لمُجالدَيْن من مقاطعة واحدة بالفوز معًا بالدورة، وهو الأمر الذي دفعها لأن تتحداهم وتحرج الحكومة الكابيتولية من خلال التهديد بانتحار مزدوج مع بيتا، ما جعل صانعي المباريات يتراجعون ويعترفان بهما بصفتهما المنتصرين في الدورة الرابعة والسبعين، وهو الأمر الذي جعلها تصبح العدو الشخصي للرئيس سنو زعيم بانيم.
في الرواية الثانية من السلسلة المسمّاة «ألسنة اللهب»، تُجبر على القتال في الدورة الخامسة والسبعين من مباريات الجوع، المعروفة باسم المباريات الربعية نسبة إلى تنظيمها كل ربع قرن، وعادة ما تكون دورات المباريات الربعية أكثر وحشية من الدورات السنوية العادية. في النهاية تنتهي هذه الدورة بدمير كاتنيس لميدان المباريات من خلال حقل الطاقة المحيط بالميدان، إثر ذلك تنقذ مع بعض المجالدين المتبقين على قيد الحياة، بصفتها رمزًا للثورة ضد الكابيتول، وتؤخذ إلى معقل الثورة تحت الأرض في المقاطعة الثالثة عشرة، التي كان يُعتقد أنها غير موجودة.
في الرواية الثالثة من السلسلة المسمّاة «الطائر المقلد»، وهو الاسم الذي أُطلِق على كاتنيس ليكون رمزًا ملهمًا في الثورة الثانية ضد الكابيتول. ومع أنّ قيادة الثورة حدّدت دور كاتنيس ضمن نطاق الحرب الإعلامية، إلا أنّها تنضم إلى الجهود الحربية المباشرة بسبب دافعها إلى قتل الرئيس سنو. مع تقدم الحرب، أدركت كاتنيس أن زعيمة المتمردين، الرئيسة ألما كوين، ليست أقل قسوة وحبًا للسلطة من الرئيس سنو، وتيُّقن أن كوين كانت استخدمها في سبيل الوصول للسلطة، وهو ما نجحت فيه. بذلك حين أُتيحت الفرصة أخيرًا لتنفيذ عملية إعدام الرئيس سنو، تقوم كاتنيس بدلًا من ذلك بقتل كوين، ورغم أن البعض طالب بإعدامها لقاء عملية القتل، إلا أن قيادة الثورة الجديدة تُقرّر الإعلان عن أن كاتنيس غير سويّة عقليًا وهي غير مسؤولة عمّا فعلته، ما أُتيح لها العودة إلى المقاطعة الثانية عشرة، حيث ظلّـ تعاني من الصدمة والاكتئاب بسبب مقتل شقيقتها بريم. ومع عودة بيتا إلى المقاطعة بدأت تتخلّص من الاكتئاب، خاصة بعدما أدركت أنها واقعة في حبه، وهو ما دفعها لأن تتزوجه، بيدّ أن لم تتقبّل فكرة إنجاب الأطفال سوى بعد مرور خمسة عشر عامًا، حيث رزقت بولدين ذكر وأنثى.

### بيتا ميلارك
بيتا ميلارك (بالإنجليزية: Peeta Mellark)‏؛ هو المجالد الذي مثّل المقاطعة الثانية عشرة في كل من دورتي مباريات الجوع الرابعة والسبعين والخامسة والسبعين. هو بنفس عمر كاتنيس، ذو بشرة فاتحة وشعر أشقر وعيون زرقاء، وهو ما يُميز أهالي مركز المدينة في المقاطعة الثانية عشرة، وهم تجار من الطبقة الوسطى ويتمتّعون برخاء أكثر بقليل من عموم أهالي منطقة السيم. بيتا هو ابن خباز، وتتكوّن عائلته من شقيقين وأب هادئ وأم شديدة الانضباط. لون بيتا المفضل هو البرتقالي، مثل غروب الشمس. وتميّز بشخصية ساحرة وكاريزما قوية وملكة خطابية، إضافة إلى قوته البدنية، الخبز والرسم. وقع بيتا في حب كاتنيس منذ أن رآها أول مرة خلال طفولتهما في المدرسة الابتدائية، وقد أعلن عن حبه لها في المقابلة التلفزيونية التعريفية بالمجالدين قبل بدء الدورة الرابعة والسبعين من مباريات الجوع. اعتقدت كاتنيس أنه أراد بهذا الاعتراف خداع الجماهير والرعاة للحصول على دعم أثناء المباريات ليُعزّز بذلك حظوظه في النجاة من المباريات. ورغم أن بيتا يفتقر إلى مهارات كاتنيس الحربية، خاصة قدرتها على استخدام الأسلحة مثل القوس والسهم، إلا أنه اعتمد على ملكته في الخطابة والكاريزما الشخصية إضافة إلى قوته البدنية، وقد تعاون مع كاتنيس حيث شكّلا فريقًا واحدًا أثناء المباريات، ما ساهم في بقائهما على قيد الحياة.
قُبض على بيتا من قبل الكابيتول في نهاية دورة المباريات الربعية وتعرّض إلى «تقنية الخطف»، وهي عملية تعذيب وغسل دماغ ولّدت لديه خوفًا غريزيًا من كاتنيس وحولته فعليًا إلى سلاح كابيتولي لاغتيالها. خلال أحداث الثورة، أُنقذ وأُعيد تأهيله في نهاية المطاف من قبل القائمين على قيادة الثورة. بعد هزيمة الكابيتول، عاد إلى المقاطعة الثانية عشرة حيث وجد كاتنيس وتزوجها. ورُزِق منها بطفلين، ابن وبنت وذلك بعد مرور حوالي أكثر من خمسة عشرة عامًا على ارتباطهما.

### غايل هاوثورن
غايل هاوثورن (بالإنجليزية: Gale Hawthorne)‏؛ هو فتى من أهالي منطقة السيم (بالإنجليزية: Seam)‏ في المقاطعة الثانية عشرة. هو صديق كاتنيس المُقرّب، وهو أسنُّ منها بعامين. يشاركها مهارة الصيد. وهو ذو شعر أسود وبشرة حنطية وعينين رماديتين، وهي ذات سمات كاتنيس، ما جعله يبدو وكأنه شقيقها أو توأمها. غدا أفضل صديق لكاتنيس بعد أن تعارفا في الغابة أثناء الصيد. وبسبب بنيته العضلية ووسامته، لفت انتباه العديد من فتيات المقاطعة. يعيش غايل مع والدته هازال وثلاثة من إخوته الصغار، وغدا ربًّا لأسرته مثله مثل كاتنيس بعد وفاة والده في حادث التعدين نفسه الذي أدى إلى مقتل والد كاتنيس. ولكونهما من السيم حيث تتشابه ملامحهما، نُشِرت شائعة كونهما أبناء عمومة، للتغطية على علاقته بكاتنيس، وكي تبعد أية شكوك حول صدق العلاقة الغرامية التي تجمع كاتنيس مع بيتا. وعلى الرغم من أن الكابيتول أظهرت استحسانها لهذه الشائعة، إلا أن الشائعة سبّبت تدهورًا في العلاقة بين غايل وكاتنيس.
في الرواية الثانية من السلسلة المسمّاة «ألسنة اللهب»، حيث عادت كاتنيس إلى المقاطعة الثانية عشرة، بدأت علاقته بكاتنيس تنقطع شيئًا فشيئًا، بسبب وجوب أن يلعب كل من كاتنيس وبيتا دور العاشقيَن المغرمين ببعضهما البعض. ورغم أن غايل اعترف بحبه لكاتنيس بعد أن طلبت منه الفرار معها، إلا أنّه رفض عرضها بالهروب. بعد فترة وجيزة، تعرض للجلد بوحشية في الساحة العامة في مركز المدينة في المقاطعة، بعد أن ضُبِط بجرم الصيد في الغابة، وهي جريمة يُحاسب عليها القانون، وكان قاب قوسين أو أدنى من الموت لولا أن تدخلت كاتنيس لحمايته. وفي حدث لم يكن بالحسبان، جرى اختيار كاتنيس، جنبًا إلى جنب بيتا، ليُمثّلا المقاطعة في الدورة الخامسة والسبعين من مباريات الجوع التي عُرفت أيضًا باسم الربع الثالث، أو المباريات الربعية. ما جعل غايل يواجه أمر موت كاتنيس للمرة الثانية في ظرف عام واحد، ومع أنّه ودعها في الدورة السابقة إلا أنه لم يحظ بوداعها في الدورة الجديدة، وفي ختام الرواية انتهى بوقوفه على رأس كاتنيس وهي راقدة، بعد أن قاموا بتهريبها من المباريات، حيث أبلغها بالهجوم الكابيتولي الذي أدّى إلى مقتل غالبية سكان المقاطعة الثانية عشرة التي أصبحت أثرًا بعد عين.
في الرواية الثالثة من السلسلة المسمّاة «الطائر المقلد»، قاتل غايل ضمن قوات الثورة في حرب ملحمية، وجاء انضمامه للثورة إثر تدمير المقاطعة الثانية عشرة، وبعد أن قام بتهريب 10٪ من أهالي مقاطعته، بينما قضت الهجمات الكابيتولية على ما بقي من السكان. أُلزم الناجون على الانتقال إلى المقاطعة الثالثة عشرة. وما إن علمت قيادة الثورة في المقاطعة الثالثة عشرة بما فعله غايل من بطولة في سبيل نجاة السكان، تقرّر منحه رتبة عسكرية مهمة (سُلبت منه لاحقًا بعد أن إنجر مع كاتنيس في مخالفة أوامر مجلس القيادة في إحدى الجولات). تدهورت علاقته بكاتنيس عند نهاية الرواية، بسبب صلته في مقتل شقيقتها بريم (جاء مقتلها بواسطة تقنية التفجير المزدوج الذي اقترحه غايل على مجلس القيادة، حيث ذهبت بريم ضحية المرحلة الثانية من التفجير). هو كان قد ذكر أنّه سيظل دومًا يُذكّر كاتنيس بوفاة بريم، وهو الأمر الذي اتفقت كاتنيس ضمنيًا عليه، ما جعلهما يفترقان في النهاية، حيث استقر هو في المقاطعة الثانية بينما استقرت كاتنيس في موطنها في المقاطعة الثانية عشرة، إضافة إلى أنّها رأت فيه نزعة انتقامية على خلاف النزعة التصالحية التي كان يتصف بها بيتا، ما جعلها تفضّل الأخير عليه بسبب حاجتها للطمأنينة والسكون والاستقرار.

### بريمروز («بريم») إيفردين
بريمروز («بريم») إيفردين (بالإنجليزية: Primrose ("Prim") Everdeen)‏؛ هي الأخت الصغرى لكاتنيس. تبلغ من العمر 12 عامًا (وقت الدورة الرابعة والسبعين من مباريات الجوع)؛ وهي ذات شعر أشقر وعينين بُنيتين. تتصف بالطيبة، اللطف، والمحبة. وهي ماهرة في علاج المرضى، حيث تعلمت ذلك على يد والدتها. في رواية الطائر المقلد، اُختيرت بريم من قبل المقاطعة الثالثة عشرة لتدريبها كطبيب. وطي أحداث ألسنة اللهب و الطائر المقلد أجبرتها الأوضاع على أن تصبح أكثر جديّة ونضجًا وهي في 13 من العمر. سبق لكاتنيس أن أكدّت على أن بريم هي: «الشخص الوحيد الذي متأكدة من أنني أحبّه».
في موسم «حصاد» الدورة الرابعة والسبعين من مباريات الجوع، اختيرت - بواسطة القُرعة - لتكون المجالدة التي ستمثل المقاطعة الثانية عشرة، إلا أن كاتنيس تطوّعت لتحل محلها. قبل أن تتوجه كاتنيس إلى الكابيتول، بريم جعلت شقيقتها تعدها أن تحاول جاهدة بالفوز بمباريات وأن تعود سالمة. وكان لهذا الوعد الذي قطعته كاتنيس على نفسها فعل المرشد وسببًا في العديد من تصرفات كاتنيس خلال المباريات. تطوّع كاتنيس من أجل بريم هو الآخر جعلها رمزًا عامًا في المقاطعات والكابيتول، حيث كان يندر أن يتطوّع أحد أهالي المقاطعات نيابة عن المجالد الذي وقع عليه الاختيار، مما دفع جوانا مايسون إلى تذكير كاتنيس بأن الكابيتول لا تستطيع تحمل عقبات تهديد حياة بريم للوصول إلى كاتنيس بسبب التمرّد المحتمل الذي سيعصف بالبلاد. في الطائر المقلد أرسلت الرئيسة ألما كوين بريم ممرضةً للضحايا الذين وقعوا في المعركة النهائية ضد الكابيتول. إثر ذلك قُتِلت بريم في المرحلة الثانية من التفجير المزدوج الذي ضرب باحة القصر الرئاسي في الكابيتول حيث كانت تتواجد بريم لإسعاف الجرحى، وقد أدّى مقتلها إلى إصابة كاتنيس باكتئاب وحزن شديدين. في وقت لاحق، أخبر الرئيس سنو كاتنيس أن الذين قاموا بالتفجير وجعلوه يبدو وكأنه من عمل الكابيتول ليسوا سوى قيادة الثورة، لإحداث أكبر عدد من القتلى لحرف الرأي العام في الكابيتول عن الاستمرار في دعم السلطة السياسية هناك. أدّى هذا الأمر إلى أن تتثبّت كاتنيس من أن الذي أمر بالتفجير ليست سوى الرئيسة كوين، ما جعلها تقتل الأخيرة بدلًا عن سنو.

### هايمتش آبرناثي
هايمتش آبرناثي (بالإنجليزية: Haymitch Abernathy)‏؛ هو «رجلٌ بدين في أواسط العمر» مدمنٌ على الكحول، فاز بالدورة الخمسين من مباريات الجوع، والتي عُرِفت بالمباريات الرُبعية الثانية، وذلك قبل 24 عامًا من بدء أحداث الرواية الأولى. ينحدر مثله مثل كاتنيس وغايل من منطقة السيم (بالإنجليزية:  The Seam)‏، حيث يتشارك معهما بسمات: الشعر الأسود والبشرة الحنطية والعينين الرماديتين، على الرغم من إظهاره في سلسلة أفلام مباريات الجوع بشعر أشقر مُرسل وعينين زرقاوين. أُختير بعمر 15 عامًا، مجالدًا ليمثّل المقاطعة الثانية عشرة في الدورة الثانية للربع القمعي (بالإنجليزية: لThe Second Quarter Quell)‏؛ حيث أُجبرت كل مقاطعة في تلك الدورة على تقديم ضعف عدد المجالدين المعتاد تقديمهم في كل عام، بذلك دخل هايمتش في قتال ضمن ميدان يضم 47 مجالدًا ومجالدة. في ميدان القتال أصبح هايمتش حليفًا لفتاة تُدعى ميسيلي دونر، لكنه أُجبر لاحقًا على مشاهدة موتها. خلال المباريات، اكتشف جدارًا من الشجيرات على حافة الساحة يخفي مجالًا للطاقة، والذي يعيد قذف أي شيء يُرمى باتجاه. خلال اللحظات الأخيرة من المباريات، اندفع هايمتش الذي كان مصابًا بجروح خطيرة باتجاه المنحدر قرب مجال الطاقة، حيث انتظر المجالدة التي رمته بفأسها وسرعان ما انبطح على الأرض فدخل الفأس حقل الطاقة وارتد ليقتل المجالدة التي لم تكن تعلم ما كان يُرتب له هايمتش. كانت خطته ناجحة، حيث أُعلِن المنتصر في الدورة الخمسين. في غضون أسبوعين من فوزه، قُتِلت والدة هايمتش وشقيقه الأصغر وصديقته على يد الرئيس سنو عقابًا من الكابيتول لاستخدام هايمتش ثغرة مجال الطاقة لصالحه في المباريات. ومنذ ذلك الوقت غدا هايمتش مثالًا حيًّا لما يحدُث لأولئك الذين يتحدون الكابيتول.
بعد فوزه، أصبح مدمنًا على الكحول وأمضى كل السنوات الأربعة والعشرين التي تلت ذلك في حالة سُكر. وكونه المنتصر الوحيد الحي من المقاطعة الثانية عشرة (هو أحد اثنين انتصرًا عن المقاطعة طيلة السنوات الأربعة والسبعين قبل أن ينتصر كل من كاتنيس وبيتا)؛ فقد أُجبِر على إرشاد جميع مجالدي المقاطعة في كل دورة من الدورات الثلاثة والعشرين للمباريات اللاحقة لدورته، وكأنّه يذهب بهم إلى الموت في مباريات لطالما كرهها، وهو الأمر الذي ملأه بالذنب، ما جعله يستخدم الكحول وسيلة للهروب من واقعه المر، وكذلك وسيلة للاستهزاء علانية وبشكل غير مباشر برمزية المباريات. وهو وإن بدأ - عند توليه أمر إرشادهما في الدورة الرابعة والسبعين من المباريات - بمعاملة بيتا وكاتنيس بازدراء، ساخرًا منهما، حيث لم يبذل أي جهد لمساعدتهما، إلا أنّه عندما واجهته كاتنيس بما يجب عليه أن يكون استفاق من حالة الغيبوبة التي كان بها ومنذ ذلك الوقت أصبح أول الداعمين لهما، حيث تأثر بتصميم كاتنيس وصبر بيتا. عمل هايمتش مع كاتنيس وبيتا من جهة ومن جهة أخرى بواسطة الرعاة على إستراتيجية مُصممة بطريقة ذكية وغير تقليدية للغاية هدفت إلى ضمان الحفاظ على حياة كلا المجالدين حيث ركّز على فكرة العاشقين المغرومين، وقد نجح في ذلك.

### الرئيس كوريلانوس سنو
الرئيس كوريلانوس سنو (بالإنجليزية: President Coriolanus Snow)‏؛ هو الغريم الرئيسي المستبد في هذه السلسلة، حيث يحكم الكابيتول وعموم بانيم. على الرغم من أنه يبدو هادئًا وبسيطًا، إلا أن سلوكه يخفي شخصية سادية ومعتلة عقليًا. ظهر في بداية رواية مباريات الجوع، حيث رحب ضمن مراسم الاحتفالات الرسمية لافتتاح الدورة الرابعة والسبعين للمباريات، لكنه لم يتحدث وجهًا لوجه مع كاتنيس إلّا في رواية ألسنة اللهب، عندما قام بزيارتها في المنزل، حيث أخبرها أنه غاضب لأنه سُمح لكليهما - هي وبيتا - بالبقاء على قيد الحياة في الدورة السابقة لمباريات الجوع، إثر التحدي الذي أظهرته هي للكابيتول (تفضيل الانتحار معًا على أن يقتل أحدهما الآخر)؛ حيث أشعلت حركتها تلك التمرد في العديد من المقاطعات. وإن عرضت كاتنيس موافقة على قتلها عقابًا لها، إلا أنه هدد بقتل أسرتها وغايل ما لم تثبت هي للمقاطعات أن تصرفها في إنقاذ بيتا كان مجرد مراهقة منها بدافع العشق والحب، ولا يرتبط بأي رغبة في تحدي الكابيتول. في وقت لاحق، أشار سنو لها بأنها فشلت في إثبات ما طُلِب منها، ما بدى أنه اقترب من تحقيق كل أو بعض تهديداته لها. يوصف الرئيس سنو بأنه ذو شفاه منتفخة للغاية، والتي على الأرجح ناتجة عن عمليات تجميل، حيث تحظى تلك العمليات بشعبية كبيرة في الكابيتول. وسبق أن وصفته كاتنيس بأنه ينضح رائحة دم وورود.
في الرواية الثالثة من السلسلة المسمّاة «الطائر المقلد»، تبين أن رائحة الدم التي تنبعث منه ناتجة عن القرح الفموية التي أصابته جراء السموم التي تجرعها إثر كل عملية اغتيال قام بها لمسؤولي الحكومة في الكابيتول، بعد أن كان يُقدّم إليهم شرابًا (يتحوي على سم قاتل)؛ وكان يشاركهم نفس الشراب، من أجل أن يبعث لدى الآخر - الضحية - الطمأنينة ويزيل أية شكوك حول الهدف من الشراب، ثم لاحقًا كان يقوم بأخذ ترياق للسم، وهو الأمر الذي ساعده بالتخلّص من كل خصومه الأقوياء في الحكومة، حيث بسط سيطرته الشمولية على الجميع. وتبيّن أيضًا أن رائحة الورود التي كانت تنبعث منه، كانت بسبب الورود المُعدّلة وراثيًا، التي كان يضعها دائمًا - وردة بيضاء - في طية صدر السترة للتغطية على رائحة الدم التي يفوح بها فمه. هذه الرائحة القوية كانت تجعل كاتنيس فاهية أمامه.
قيل عنه أيضًا بأنه أجبر بعض المجالدين المنتصرين، مثل فينيك أوداير، على ممارسة الجنس مع مواطنين أثرياء في الكابيتول، بعد أن كان هددهم بقتل أحبائهم إذا ما رفضوا طلباته. زعم سنو أنه كان يقتل فقط لغرض ما ولم يكن يهوى القتل العبثي، وسبق أن وعد كاتنيس بأنه سيخبرها دائمًا بالحقيقة. ولقد تُرِك تفسير تلك المزاعم والوعود لكاتنيس، دون تأكيد صدق المزاعم وصحتها من عدمه. مات سنو في نهاية أحداث رواية الطائر المقلد، أثناء مراسم تنفيذ عملية إعدامه العامة، بعد أن أطلقت كاتنيس سهمها القاتل على الرئيسة ألما كوين بدلًا عنه، حيث انفجر سنو ضاحكًا بشكل مهووس سخرية من اغتيال رئيسة المقاطعة الثالثة عشرة التي كانت تطمح لأن تجلس في محل سنو رئيسة على الكابيتول وكل مقاطعات بانيم. لم يستطع الثوار تحديد ما إذا كان سبب وفاة سنو هو الاختناق بدمه من قروح الفم التي لم تعالج أو بسبب دوسه من قبل الغوغاء الغاضبين عقب اغتيال الرئيسة كوين.

## المجالدون

### مجالدو الدورة الرابعة والسبعين
- مارفيل (بالإنجليزية: Marvel)‏؛ مجالدٌ من المقاطعة الأولى، من فئة المجالدين المحترفين، حصل على تسع نقاط في مرحلة تقييم المجالدين من قبل لجنة صنّاع المباريات. شارك في قتل الكثير من المجالدين وكان ممن يتتبعون كاتنيس بهدف قتلها، إلّا أنّه قُتِل في النهاية على يديها، بعد أن رمته بسهم في عنقه (في صدره حسب الفيلم المقتبس)، إثر قتلهِ لرو، بذلك انتهى في الرتبة الثامنة بين مجالدي الدورة الرابعة والسبعين.
- غليمر (بالإنجليزية: Glimmer)‏؛ مجالدة من المقاطعة الأولى، من فئة المجالدين المحترفين، كانت قد اختارت القوس والسهام كسلاح لها أثناء حمام الدم في منطقة الكورنوكوبيا الذي ينتج في بداية المباريات. إلا أنها قُتِلت لاحقًا إثر تتبعها لكاتنيس، بعد أن كسرت الأخيرة فوقها الغصن الذي كان يحمل عش الزنابير القاتلة (بالإنجليزية: لTracker Jacker)‏، الذي ملأت جسم غليمر بسمومها ما أدّى إلى مقتلها على الفور، بذلك انتهت في الرتبة الثانية عشرة بين مجالدي الدورة الرابعة والسبعين. جراء ذلك قامت كاتنيس بنزع القوس والسهام من جثتها، وهو السلاح الذي كانت تبحث عنه كاتنيس في بداية المباريات.
- كاتو (بالإنجليزية: Cato)‏؛ مجالدٌ من المقاطعة الثانية، من فئة المجالدين المحترفين، حصل على عشر نقاط في مرحلة تقييم المجالدين من قبل لجنة صنّاع المباريات، وعدا عن كاتنيس، كان المجالد الوحيد الذي تطوّع للمشاركة في المباريات. شارك في قتل الكثير من المجالدين وكان ممن يتتبعون كاتنيس بهدف قتلها، قُتِل بعد أن رمته كاتنيس بسهم في جمجمته بهدف تخليصه من العذاب الجسدي والنفسي الذي ناله من المخلوقات المتحولة (بالإنجليزية: Muttations)‏ التي نهشت جسده وحاصرته. بذلك انتهى في الرتبة الثالثة بين مجالدي الدورة الرابعة والسبعين، وبموته لم يبق سوى كاتنيس وبيتا الذين أُعلِن لاحقًا عن انتصارهما في الدورة.
- كلوف (بالإنجليزية: Clove)‏؛ مجالدة من المقاطعة الثانية، من فئة المجالدين المحترفين، حصلت على عشر نقاط في مرحلة تقييم المجالدين من قبل لجنة صنّاع المباريات. شاركت في قتل عدد من المجالدين وكان ممن يتتبعون كاتنيس بهدف قتلها، واقتربت من قتلها أكثر من مرة، المرة الأولى في بداية المباريات ومرة أخرى حين استهدفتها بسكين، إلا أن السكين اخترقت الحقيبة التي كانت تحملها كاتنيس، وكانت قاب قوسين أو أدنى من قتلها في النهاية، إلا أن ثريش قتلها بعد أن رماها بحجر فلق جمجمتها انتقامًا لمشاركتها في قتل رو. بذلك انتهت في الرتبة السادسة بين مجالدي الدورة الرابعة والسبعين.
- وجه الثعلب (بالإنجليزية: Foxface)‏؛ مجالدة من المقاطعة الخامسة، لم يُذكر اسمها الحقيقي مُطلقًا وما اسمها هذا إلا لقب أطلقته كاتنيس عليها. حصلت على خمس نقاط في مرحلة تقييم المجالدين من قبل لجنة صنّاع المباريات. قُتِلت عند تناولها ثمار التوت السمي (بالإنجليزية: Nightlock)‏ الذي سرقته من المكان الذي كان يُخبئ فيه بيتا الطعام الذي جمعه من الغابة. بذلك انتهت في الرتبة الرابعة بين مجالدي الدورة الرابعة والسبعين (الرتبة الخامسة في الفيلم المقتبس).
- ثريش (بالإنجليزية: Thresh)‏؛ مجالدٌ من المقاطعة الحادية عشرة، حصل على عشر نقاط في مرحلة تقييم المجالدين من قبل لجنة صنّاع المباريات. نجا من حمام الدم الأوّلي، وقَتل أكثر من مجالد وساهم في بقاء كاتنيس على قيد الحياة بعد أن قتل المجالدة كلوف. ويرجع بقاءه على قيد الحياة بسبب اختباءه عن أعين بقية المجالدين، مما أهله إلى أن يصل إلى المراكز الأولى بين المجالدين الأوائل. قُتِل على يد كاتو، بذلك انتهى في الرتبة الخامسة بين مجالدي الدورة الرابعة والسبعين.
- رو (بالإنجليزية: Rue)‏؛ مجالدة من المقاطعة الحادية عشرة، هي الأصغر بين كل المجالدين، حيث لم يتجاوز عمرها 12 عامًا. حصلت على سبع نقاط في مرحلة تقييم المجالدين من قبل لجنة صنّاع المباريات، وهو أمر أثار الاستغراب نظرًا لأنها صغيرة السن وكذلك البنية، بذلك كان يُنظر إليها على أنها بلا أي خبرة قتالية أو قوة جسدية تؤهلها لأن تظل على قيد الحياة، مع ذلك نجت من حمام الدم الأوّلي. واختبأت بين أغصان الأشجار حيث كانت تتسلقها، وهي من أشارت إلى كاتنيس لأن تتوخى الحذر من عش الزنابير القاتلة الذي كان لا يبعد عن كاتنيس حيث كانت تختبئ أعلى إحدى الأشجار. تحالفت مع كاتنيس في المباريات وكانت الأخيرة تنظر إليها بمثابة اختها الصُغرى، حيث كانت تُذكّرها بشقيقتها بريم. قُتِلت بعد أن علقت بشبكة صيد كان يضعها بعض المجالدين المحترفين للإيقاع بالمجالدين الآخرين، حيث وجدت نفسها هدفًا مباشرًا لرمح اخترق جسدها بعد أن وجهه إليها مارفيل، الذي بدوره قُتِل مباشرة على يد كاتنيس بسهم ضرب عنقه. أثناء احتضارها، طلب من كاتنيس أن تُغني لها، فغنت لها أغنية هواء الجبال، وهي تهويدة تُغنى للأطفال لكي يناموا. بعد ذلك قامت كاتنيس بإحاطة جسدها بالزهور، تعبيرًا لرفضها للمباريات ولموت رو. بذلك انتهت رو في الرتبة السابعة بين مجالدي الدورة الرابعة والسبعين (الرتبة الخامسة في الفيلم المقتبس). كان لدى رو العديد من الإخوة والأخوات، وقد توفي والدها وهي في التاسعة من عمرها. كانت قريبة من أشقائها وحسب أحداث الرواية ثبت أن لديها بعض مهارات الصيد. لم يُنس أمرها في الروايات اللاحقة من السلسلة، حيث كانت كاتنيس دائمًا تأتي على ذكرها.

### مجالدو الدورة الخامسة والسبعين
- غلوس (بالإنجليزية: Gloss)‏؛ مجالد من المقاطعة الأولى، من فئة المجالدين المحترفين، متخصّص في استخدام الخناجر وهو المنتصر في الدورة الثالثة والستين من مباريات الجوع. قُتِل على يد كاتنيس بسهم في صدره، بذلك انتهى في الرتبة الحادية عشرة بين مجالدي الدورة الخامسة والسبعين.
- كاشمير (بالإنجليزية: Cashmere)‏؛ مجالدة من المقاطعة الأولى، من فئة المجالدين المحترفين، متخصّصة في استخدام السكاكين وهي المنتصرة في الدورة الرابعة والستين من مباريات الجوع، وهي شقيقة غلوس، قُتِلت على يد جوانا مايسون بفأس في صدرها، بذلك انتهت في الرتبة العاشرة بين مجالدي الدورة الخامسة والسبعين.
- بروتوس (بالإنجليزية: Brutus)‏؛ مجالد من المقاطعة الثانية، من فئة المجالدين المحترفين، متخصّص في استخدام الرماح وهو المنتصر في الدورة السادسة والأربعين من مباريات الجوع، قُتِل على يد بيتا، بعد أن قتلَ بروتوس شاف، بذلك انتهت في الرتبة السابعة بين مجالدي الدورة الخامسة والسبعين.
- إينوباريا (بالإنجليزية: Enobaria)‏؛ مجالدة من المقاطعة الثانية، من فئة المجالدين المحترفين، متخصّصة في استخدام السيوف وهي المنتصرة في الدورة الثانية والستين من مباريات الجوع، أُسِرت من قبل الكابيتول مع بيتا وجوانا عقب تفجير ميدان المباريات، ولم تكن من بين المجالدين الذين حُرّروا من قبل الفرقة الخاصة التي عُنيّت بأمر فك أسر المجالدين المأسورين لدى الكابيتول، وانتشر بين قيادة الثورة أنها لم تكن أسيرة ولم تتعرّض للتعذيب، إلّا أنها مع كل ذلك ظلّت حية وشاركت رفقة المجالدين المنتصرين الأحياء في الاجتماع النهائي الذي دعت إليه الرئيسة كوين لبحث أمر إطلاق نسخة ختامية لمباريات الجوع ويكون مجالدوها من أبناء مسؤولي الكابيتول، وصوّتت إينوباريا مع المقترح قائلة: «دعوهم يتجرعون العلقم الذي أذاقونا إياه».
- بيتي لاتير (بالإنجليزية: Beetee Latier)‏؛ مجالد من المقاطعة الثالثة، مُتخصّص في مجال الإلكترونيات، وسبق له أن انتصر في دورة سابقة لمباريات الجوع من خلال صعق مجموعة مجالدين بالكهرباء في آن واحد. ويُعد هو من المساهمين بشكل كبير في تطوير تكنولوجيا الكابيتول. انضم إلى التحالف الذي شكله المتمردون لحماية كاتنيس، وعمل خلال مباراة الدورة الخامسة والسبعين على خطة لصعق مجموعة المجالدين المحترفين. وعلى الرغم من إصابته، فقد نجا من الدورة بعد أن قامت الفرقة الخاصة بإنقاذ كاتنيس بنقله معها إلى المقاطعة الثالثة عشرة. انضم بيتي إلى لجنة التقنية في المقاطعة التي كانت تقود الثورة، حيث عمل على المعدات العسكرية، حيث صمّم القنبلة التي اقترحها غايل، حيث أمرت الرئيسة كوين باستخدامها في وقت لاحق لتفجير باحة القصر الرئاسي في الكابيتول، الذي ضرب مجموعة أطفال من الكابيتول الذين كانوا يتلقون العلاج من قبل المُسعفين، مما أدّى إلى مقتل بريم.
- وايريس (بالإنجليزية: Wiress)‏؛ مجالدة من المقاطعة الثالثة، مُتخصّصة في مجال الإلكترونيات، كانت ضمن مجالدي التحالف أو حلف كاتنيس، وهي من اكتشفت لغز ميدان الدورة الخامسة والسبعين، الذي كان مُقسمًا على اثني عشر قسمًا يعمل على مدار الساعة بشكل دوري. قُتِلت على يد غلوس عند اشتباك مجموعة المحترفين مع حلف كاتنيس، بذلك انتهت في الرتبة الثانية عشرة بين مجالدي الدورة الخامسة والسبعين.
- فينيك أوداير (بالإنجليزية: Finnick Odair)‏؛ مجالد من المقاطعة الرابعة، يبلغ من العمر 25 عامًا عند بدء الدورة الدورة الثالثة للربع القمعي (بالإنجليزية: The Third Quarter Quell)‏، وهو سبّاح ماهر ومتخصّص في الصيّد، انتصر في الدورة الخامسة والستين من مباريات الجوع حينما كان يبلغ من العمر 14 عامًا. في الدورة الخامسة والسبعين أصبح ضمن حلف كاتنيس، ونُقل معها إلى المقاطعة الثالثة عشرة بعد تفجير الميدان. انضم للثورة، وكان ضمن فرقة النجوم (بالإنجليزية: The Star Squad)‏ التي أُرسِلت إلى داخل الكابيتول. قُتِل مع هومز بواسطة السحالي الممسوخة جنبًا إلى جنب كل من هومز وكاستور، بينما كانوا يحاولون عرقلة وصول تلك الحيوانات إلى كاتنيس.
- ماغز (بالإنجليزية: Mags)‏؛ مجالدة من المقاطعة الرابعة، هي أسنُّ مجالدة بين المجالدين المنتصرين الأحياء، حيث كانت تبلغ من العمر ثمانين عامًا، وهي المنتصرة في الدورة الحادية عشرة من مباريات الجوع، أدركت ماغز أنها لا تستطيع البقاء على قيد الحياة بسبب عمرها وضعفها، بذلك تطوعت نيابة عن آني كريستا حبيبة فينيك أوداير. خلال الدورة، ضحت ماغز بنفسها بعد أن دخلت في الضباب السام حتى لا تبطئ كاتنيس وبيتا وفينيك الذين كانوا يهربون منه، بذلك انتهت في الرتبة الخامسة عشرة بين مجالدي الدورة الخامسة والسبعين.
- المورفلينغ الأنثى (بالإنجليزية: Female Morphling)‏؛ مجالدة من المقاطعة السادسة، مجهولة الاسم وعُرِفت بين المجالدين بالمورفلينغ لإدمانها على تعاطي مُسكّن المورفين. ضحت بنفسها بالقفز أمام القردة المتحوّلة التي كانت تستهدف بيتا، بذلك انتهت في الرتبة الرابعة عشرة بين مجالدي الدورة الخامسة والسبعين. لاحقًا عُرِف أنها كانت ضمن حلف الثورة الذي كان من مهمته الحفاظ على روح كاتنيس ومن وراءها بيتا.
- بلايت (بالإنجليزية: Blight)‏؛ مجالد من المقاطعة السابعة، احتج على إعادة اختياره ليكون ضمن مجالدي الدورة الخامسة والسبعين لمباريات الجوع، عليهِ لم يُشارك ضمن الفترة التدريبية التي سبقت المباريات. كان ضمن تحالف ضم كل من ابنة مقاطعته جوانا مايسون، بيتي ووايريس. مات إثر توقف قلبه إثر اصطدامه بحقل الطاقة أثناء هروبه من الأمطار الدموية التي ضربت الميدان.
- جوانا مايسون (بالإنجليزية: Johanna Mason)‏؛ مجالدة من المقاطعة السابعة، المنتصرة في الدورة الحادية والسبعين من مباريات الجوع. وجاء انتصارها إثر تظاهرها بالضعف طيلة الدورة، ما جعل بقية المجالدين يعرضون عن قتلها لأنها لا تُشكّل أي تهديد لهم حسبما تصوّروا، إلّا أنها ظهرت على عكس تصوراتهم لمّا بقي منهم القليل، حيث قتلت البقية واحدًا تلو الآخر. قيل أن الرئيس سنو حاول أن يرغمها على ممارسة الجنس مثلما كان يفعل مع بقية المجالدين، إلّا أن رفضت ذلك، ما أدّى إلى مقتل جميع أفراد أسرتها وأصدقائها. وكشفت لاحقًا لكاتنيس أن سنو لا يستطيع أن يؤذيها، ذلك أنه لم يعد لها أي أحد تحبه على قيد الحياة، يمكن أن يبتزها من خلاله. أصبحت ضمن حلف كاتنيس في الدورة الخامسة والسبعين، وفكّ أسرها من سجون الكابيتول بواسطة فرقة خاصة رفقة بيتا وآني كريستا. في الاجتماع النهائي الذي دعت إليه الرئيسة كوين لبحث أمر إطلاق نسخة ختامية لمباريات الجوع، صوّتت جوانا مع المقترح الذي كان سيقام بإشراك أطفال مسؤولي الكابيتول.
- ووف (بالإنجليزية: Woof)‏؛ مجالد من المقاطعة الثامنة، وهو ثاني أسنُّ مجالد بين المجالدين المنتصرين الأحياء، حيث كان يبلغ من العمر سبعين عامًا، قُتِل في حمام الدم الأوّلي عند بدء الدورة الخامسة والسبعين.
- سيسيليا (بالإنجليزية: Cecelia)‏؛ مجالدة من المقاطعة الثامنة، تبدو في الثلاثينيات من عمرها حسب تقدير كاتنيس، وهي أم لثلاثة أطفال، قُتِلت في حمام الدم الأوّلي عند بدء الدورة الخامسة والسبعين.
- شاف (بالإنجليزية: Chaff)‏؛ مجالد من المقاطعة الحادية عشرة، وهو المنتصر في الدورة الخامسة والأربعين من مباريات الجوع، ويُعد من نُدماء هايمتش آبرناثي وأصدق أصدقاءه، قُتِل على يد بروتوس في اليوم الأخير من المباراة، بذلك انتهى في الرتبة الثامنة بين مجالدي الدورة الخامسة والسبعين.
- سيدر (بالإنجليزية: Seeder)‏؛ مجالدة من المقاطعة الحادية عشرة، ذات شعر أسود وبشرة حنطية ولولا لون عينيها البنيتين، لبدت من منطقة السيم، حيث تنحدر كاتنيس. كانت ممن اختارتهم كاتنيس ليكونوا ضمن تحالفها في ميدان المباريات، إلّا أنها قُتِلت في حمام الدم الأوّلي عند بدء الدورة الخامسة والسبعين.

## الشخصيات المساعدة

### أهالي الكابيتول
- إيفي ترنكيت (بالإنجليزية: Effie Trinket)‏؛ مُرشدة من أهالي الكابيتول، منتدبة من هناك لتقوم بشؤون مجالدي المقاطعة الثانية عشرة، حيث يتعيّن عليها إجراء القرعة التي ينتج عنها أسماء المشاركَين، إضافة إلى مرافقتهما إلى الكابيتول. كانت ممن أجرى القرعة الخاصة بالدورتين 74-75 لمباريات الجوع، التي نتج عنها اختيار كل من كاتنيس وبيتا. اشتهرت بقول جملتها المعهودة: «أتمنى لكم مباريات جوع سعيدة! وأتمنى أن يكون الحظ إلى جانبكم دائمًا!».
- سينا (بالإنجليزية: Cinna)‏؛ مُصمّم أزياء من الكابيتول، عُيّن ليقوم بشؤون أزياء مجالدي المقاطعة الثانية عشرة في الدورة الرابعة والسبعين ومن ثم الدورة الخامسة والسبعين لمباريات الجوع. كان ممن يحب كاتنيس وهو من ساعدها بأن تصبح شخصية محبوبة في الكابيتول وفي كل مقاطعات بانيم، من خلال اختيار أزياء أظهرت روحها وجمالها. وهو من أطلق عليها فتاة النيران أو الفتاة المشتعلة (بالإنجليزية: The Girl on Fire)‏.
- أوكتافيا (بالإنجليزية: Octavia)‏، أوكتافيا (بالإنجليزية: Venia)‏ و أوكتافيا (بالإنجليزية: Flavius)‏؛ فريق تجميل كاتنيس.
- بورشيا (بالإنجليزية: Portia)‏؛ اختصائية التجميل المسؤولة عن بيتا.
- سينيكا كراين (بالإنجليزية: Seneca Crane)‏؛ من أهالي الكابيتول، كان رئيس صانعي الألعاب حتى الدورة الرابعة والسبعين لمباريات الجوع. أُعدِم بأمر من الرئيس سنو بعد أن سمح لأن يُعلَن كل من كاتنيس وبيتا منتصرين في الدورة الرابعة والسبعين لمباري، حيث كان يريد سنو أن يقتل المجالدين واحدهما الآخر، وهو الأمر الذي فشل فيه سينيكا، حيث خضع في النهاية أمام تهديدات كاتنيس وأعلن عن انتصارها مع بيتا.
- بلوتارك هيفنزبي (بالإنجليزية: Plutarch Heavensbee)‏؛ من أهالي الكابيتول، كان رئيس صانعي الألعاب للدورة الخامسة والسبعين لمباريات الجوع، وهو ممن خطّط للانقلاب على نظام الكابيتول، حيث رتّب للثورة مع جمع من المجالدين السابقين وقادة آخرين، من بينهم هايمتش آبرناثي ورئيسة المقاطعة الثالثة عشرة ألما كوين.
- فولفيا كارديو (بالإنجليزية: Fulvia Cardew)‏؛ مساعدة رئيس صانعي الألعاب وهي من أهالي الكابيتول. كانت معه ضمن مركز القيادة في المقاطعة الثالثة عشرة.
- سيزار فليكرمان (بالإنجليزية: Caesar Flickerman)‏؛ رئيس ومدير مراسم التشريفات في الكابيتول، وكان ممن يشرف على تقديم المجالدين عبر الإعلام، حيث يستضيفهم ضمن مقابلات تلفزيوينية تثبت على الهواء مباشرة في كل أراضي بانيم. وهو يقوم بهذا الأمر منذ الدورة الرابعة والثلاثين من مباريات الجوع، أي قبل أربعين عامًا من انطلاق الدورة الرابعة والسبعين التي شاركت فيها كاتنيس وبيتا.
- كلاوديوس تمبل سميث (بالإنجليزية: Claudius Templesmith)‏؛ مذيع أسطوري من أهالي الكابيتول، حيث يرعى دائمًا افتتاح المباريات بصوته الجهوري قائلًا: «سيداتي وسادتي أعلن لكم بدء الدورة الرابعة والسبعين* من مباريات الجوع!». (رقم الدورة متغيّر)
- أتالا (بالإنجليزية: Atala)‏؛ اختصائية تدريب من الكابيتول حيث تترأس المدربين هناك، وهي امرأة طويلة ذات بنية رياضية، ترعى ميدان التدريب الذي يجمع المجالدين قبل فترة من انطلاق الدورة.
- تايغرس (بالإنجليزية: Tigris)‏؛ أخصائية تزيين شعر متقاعدة من الكابيتول، ساعدت كاتنيس ضمن مساعدتها لفرقة النجوم، حيث خبأتهم في محل لها للملابس، حين كانوا مطاردين من قبل قوات الكابيتول. ويعود أمر مساعدتها لهم بسبب حنقها على الرئيس سنو الذي استغنى عن خبرتها وعملها بعد أن تقدّم بها العمر.

### أهالي المقاطعة الثانية عشرة
- السيد إيفردين (بالإنجليزية: Mr. Everdeen)‏؛ والد كاتنيس. توفي رفقة والد غايل في انفجار منجم تعدين قبل سنوات في المقاطعة الثانية عشرة، عندما كانت كاتنيس تبلغ من العمر 11 عامًا، بينما كانت بريم في السابعة من عمرها. طوال السلسلة، كانت كاتنيس تجيء على ذكره، إن كان لذكر صوته الشجي حين كان يغني لها أو وسامته، والأشياء التي علمها إياها. قال والد بيتا إنه على الرغم من أنه كان يحب أم كاتنيس، إلا أنها اختارت أن تتزوج من والد كاتنيس بسبب صوته الغنائي الجميل. تتذكر كاتنيس أنه حين غنى والدها لها أوّل مرة في الغابة: «توقفت جميع الطيور المقلدة عن التغريد للاستماع إليه» (هذه واحدة من الذكريات التي استجاب إليها بيتا بنجاح، أثناء فترة علاجه من غسيل الدماغ الذي تعرّض إليه في الكابيتول). لم تعتد كاتنيس أبدًا على فقد والدها، الذي شكّل موته حزنًا عميقًا في داخل، وكاد أن يكون سببًا في تدمير حياة السيدة إيفردين.
- السيدة إيفردين (بالإنجليزية: Mrs. Everdeen)‏؛ والدة كاتنيس. هي طبيبة، دائمًا ما تعالج الناس مجانًا في بيتها، حيث تستخدم الأعشاب الطبية الطبيعية لصناعة الأدوية التي كانت شبه منعدمة في المقاطعة الثانية عشرة. استمرت في مهنة الطب حيث بدأت بالعمل في مستشفى في المقاطعة الثالثة عشرة. قرّرت بعد انتهاء الحرب عدم العودة مع ابنتها كاتنيس للمقاطعة الثانية عشرة إثر مقتل ابنتها بريم في الحرب، وبدلًا عن ذلك اختارت الذهاب إلى المقاطعة الرابعة للعمل هناك لتقديم الخدمات الطبية في المستشفيات للتغلب من خلال ذلك على حزنها.
- السيد ميلارك (بالإنجليزية: Mr. Mellark)‏؛ والد بيتا، وهو صاحب مخبز، ويوصف بأنّه طيّب ولطيف وهي الصفات التي ورثها بيتا منه. قام بزيارة كاتنيس لوداعها قبيل في مبنى العدل قبيل ذهابها للدورة الرابعة والسبعين لمباريات الجوع، حيث أهداها طبقًا من الكعك المُحلّى، تبيّن لاحقًا أنّه كان يحب والدة كاتنيس وكانت تجمعهما علاقة قبل أن تتزوج الأخيرة بوالد كاتنيس. قُتِل مع زوجته إثر القصف الجوي الكابيتولي الذي استهدف المقاطعة الثانية عشرة.
- السيدة ميلارك (بالإنجليزية: Mrs. Mellark)‏؛ والدة بيتا، وهي صارمة ومتزمتة جدًا، لم تظهر سوى في الرواية الأولى من السلسلة، حيث ذُكر أمر توبيخها وضربها لبيتا بعد أن حرق الخبز متعمدًا لكي يستطيع رميه باتجاه كاتنيس حين كانت صغيرة وجائعة، عقب وفاة ولادها. قُتِلت مع زوجها إثر القصف الجوي الكابيتولي الذي استهدف المقاطعة الثانية عشرة.
- هازيل هاوثورن (بالإنجليزية: Hazelle Hawthorne)‏؛ والدة غايل، وهي امرأة تعتمد على نفسها، خاصة بعد مقتل زوجها في حادث التعدين الذي أودى بحياة والد كاتنيس أيضًا. لديها أربعة أولاد وتعمل في غسيل الملابس. بعد أن عوقب ولدها غايل بسبب خرقه لقانون حظر الصيد في الغابة، قوطعت من أهالي المنطقة خوفًا من أن يعاقبوا لارتباطهم بها، الأمر الذي دعا هايمتش أن يكلفها بوظيفة تنظيف منزله في حي المنتصرين.
- روري، فيك وبوسي هاوثورن (بالإنجليزية: Rory, Vick, and Posy Hawthorne)‏؛ أشقاء غايل الصغار، ويبلغ عمرهم على التوالي: روري 12 عامًا، فيك عشرة أعوام وبوسي خمسة أعوام. وُلدِت بوسي بعد حادث التعدين الذي أدّى إلى مقتل والدي غايل وكاتنيس. بعد حظر التجوال الذي فرضه رئيس قوات حفظ السلام رومولوس ثريد في المقاطعة وغلقه للسوق المركزي، أُصيبت بوسي بمرض، وكذلك شُحت الأغذية ونفدت أموال الناس، ما جعل الكثير من الفتيان الصغار يُسجّلون أسمائهم ضمن قائمة القرعة الخاصة بالمباريات للحصول على حصص طعام مقابل ذلك، وكان من بين هؤلاء الأطفال روري شقيق غايل.
- ريبر (بالإنجليزية: Ripper)‏؛ هي بائعة خمور في سوق الهوب (بالإنجليزية: The Hob)‏ في المقاطعة الثانية عشرة. هدّدها بيتا بالإبلاغ عنها إذا استمرت في بيع الخمور إلى كل من كاتنيس (كانت تشتريه إلى هايمتش) أو هايميتش. يُفترض أنها قُتِلت إثر القصف الجوي الذي استهدف المقاطعة الثانية عشرة، حيث لم تذكر من بين 10٪ من السكان الذين تمكنوا من النجاة والهروب إلى المقاطعة الثالثة عشرة.
- كراي (بالإنجليزية: Cray)‏؛ هو رئيس قوات حفظ السلام (بالإنجليزية: The Head Peacekeeper)‏ في المقاطعة الثانية عشرة، ولم يكن متشدّدًا في فرض قوانين الكابيتول، وكان دائمًا ما يعثر عليه في سوق الهوب (بالإنجليزية: The Hob)‏ (السوق السوداء للمقاطعة)؛ حيث كان يشتري مشروبات كحولية وفرائس من تلك التي كان يصيدها كل من كاتنيس وغايل. ومع أنّه عُرِف بتساهله في تطبيق القانون الكابيتولي، إلا أنّه كان ممن يستغلون منصبهم لإقامة علاقات غير شرعية مع نساء المقاطعة الباحثات عن الطعام وذلك مقابل مبلغ زهيد من المال. اختفى ذكره مع انتداب رومولوس ثريد رئيسًا جديدًا لقوات حفظ السلام في المقاطعة.
- رومولوس ثريد (بالإنجليزية: Romulus Thread)‏؛ هو الرئيس البديل لقوات حفظ السلام (بالإنجليزية: The Head Peacekeeper)‏ المُعيّن من قبل الكابيتول في المقاطعة الثانية عشرة، جاء خلفًا لكراي. ولم يُذكر سوى في الرواية الثانية من السلسلة، أثناء جلده بشكل وحشي لغايل، وشكّل مجيئه للمقاطعة نقطة تحوّل بالنسبة لحياة ساكنيها، حيث حرق سوق الهوب (بالإنجليزية: The Hob)‏، وفرض حظر التجوّل وأقام منصة إعدام في وسط المدينة، إضافة إلى العديد من مواقع التعذيب العامة في الساحات.
- غريسي سي (بالإنجليزية: Greasy Sae)‏؛ عجوز تطبخ وتبيع الحساء في سوق الهوب (بالإنجليزية: The Hob)‏ في المقاطعة الثانية عشرة، كانت دائمًا ما تجري مبادلات للفرائس التي كان يصيدها كل من كاتنيس وغايل، وسبق لها أن قامت بتشكيل مجموعة لترعى كاتنيس وبيتا خلال الدورة الرابعة والسبعين للمباريات. كانت غريسي سي من بين الأشخاص الذين عادوا إلى المقاطعة الثانية عشرة بعد انتهاء الحرب، وذُكِر أنها كانت تأتي إلى منزل كاتنيس في الصباح والمساء من باب الطبخ والقيام ببعض الأمور المنزلية الخفيفة، ولم يُشر إلى الدافع من وراء ذلك، هل كان من باب الشفقة على كاتنيس بعد مقتل شقيقتها وحبًا بها، أم بسبب عمل مدفوع. في الفيلم المقتبس ظهرت شخصية تصوّرها في سوق الهوب دون الإشارة إليها بالاسم، ولوحظ أنها هي من أعطت كاتنيس دبوس الطائر المقلد، بينما في الكتاب نص على أن التي أهدت كاتنيس الدبوس كانت مادج ابنة رئيس بلدية المقاطعة الثانية عشرة.
- مادج أندرسي (بالإنجليزية: Madge Undersee)‏؛ ابنة رئيس بلدية المقاطعة الثانية عشرة، وهي صديقة كاتنيس. أهدت كاتنيس دبوس الطائر المقلد أثناء توديعها قبل أن ذهاب رحيل الأخيرة للدورة الرابعة والسبعين لمباريات الجوع. لم تظهر شخصيتها في الأفلام المقتبسة، وبدلًا من ذلك صُوِّرت امرأة عجوز (على الأغلب هي غريسي سي) حيث تهديها الدبوس الذهبي. قُتِلت مع والدها وعائلتها إثر القصف الجوي الكابيتولي الذي استهدف المقاطعة الثانية عشرة.
- أندرسي رئيس البلدية (بالإنجليزية: Mayor Undersee)‏؛ رجل طويل وأصلع من أهالي المقاطعة الثانية عشرة، حيث يرأس بلديتها، وهو والد مادج صديقة كاتنيس. قُتِل مع ابنته وزوجته إثر القصف الجوي الكابيتولي الذي استهدف المقاطعة الثانية عشرة.
- السيدة أندرسي (بالإنجليزية: Mrs. Undersee)‏؛ والدة مادج وزوجة رئيس بلدية المقاطعة الثانية عشرة، وشقيقة ميسيلي دونر المجالدة التي شاركت في الدورة الثانية للربع القمعي. ذكرت كاتنيس أنها أُصيبت باكتئاب شديد بعد مقتل شقيقتها، وأصبحت منذ ذلك الحين تلتزم فراشها، وأدمنت على أخذ حبوب مهدئة، التي لم تعد تجدي نفعًا. قُتِلت مع ابنتها مادج وزوجها إضافة إلى شخصين آخرين إثر القصف الجوي الكابيتولي الذي استهدف المقاطعة الثانية عشرة.
- ميسيلي دونر (بالإنجليزية: Maysilee Donner)‏؛ هي خالة مادج صديقة كاتنيس، واختيرت مجالدة لتمثل المقاطعة الثانية عشرة، ضمن الدورة الثانية للربع القمعي (بالإنجليزية: لThe Second Quarter Quell)‏ رفقة هايمتش آبرناثي، حيث قتلت في تلك الدورة.
- رجل الماعز (بالإنجليزية: Goat Man)‏؛ هو رجل مُسن من المقاطعة الثانية عشرة، جائت كاتنيس على ذكره حين اشترت مع غايل منه عنزة أهدتها إلى شقيقتها بريم، التي أطلقت عليها اسم ليدي.
- رُبى (بالإنجليزية: Rooba)‏؛ امرأة قصيرة وسمينة، صاحبة محل جزارة من المقاطعة الثانية عشرة، اعتادت كاتنيس وغايل أن يبيعا لها ما يصيدانه من حيوانات في الغابة. ساهمت أن تحصل كاتنيس على سعر مناسب لشراء العنزة، بعد أن أعرضت عن شراء العنزة الجريحة خدمة لكاتنيس، بينما كان رجل الماعز ينتظرها لتشتريها وتذبحها وتبيعها في محلها.
- ليفي (بالإنجليزية: Leevy)‏؛ ليفي فتاة جارة لكاتنيس، ظهرت أوّل مرة في الرواية الثانية من السلسلة، حيث ساعدت كاتنيس في إخبار والدة غايل بأمر جلده، وأن على الأخيرة المجيء دون أولادها إلى منزل كاتنيس. نجت من القصف الجوي الذي استهدف المقاطعة الثانية عشرة. وظهرت في المقاطعة الثالثة عشرة ضمن أحداث رواية الطائر المقلد. يفترض أنها نجت خلال أحداث الحرب، وعلى الأرجح أنّها عادت إلى المقاطعة الثانية عشرة. ولأنها من أهالي منطقة السيم (بالإنجليزية: The Seam)‏، فمن المحتمل أن يكون لديها شعر أسود وعينان رماديتان، ومن المرجّح أن تكون بعمر كاتنيس.
- دلي كارترايت (بالإنجليزية: Delly Cartwright)‏؛ صديقة بيتا في الطفولة، كانا يلعبان معًا، وكان والد بيتا يجعلهما يعجنان بعض الحلويات مع بعضهما البعض. كانت سببًا في أن يتذكر بيتا ماضيه، أثناء فترة علاجه من غسيل الدماغ الذي تعرّض إليه في الكابيتول).

### أهالي المقاطعة الثالثة عشرة
- الرئيسة ألما كوين (بالإنجليزية: President Alma Coin)‏؛ رئيسة المقاطعة الثالثة عشرة، رأست مركز قيادة الثورة ضد الكابيتول. اكتُشف لاحقًا أنها كانت تطمح أن تحل محل الرئيس سنو في تسلم السلطة في البلاد، وهي غير مهتمة بإنهاء الحكم السلطوي القائم في بانيم، وبسبب ذلك قتلتها كاتنيس بدلًا عن الرئيس سنو، في موعد تنفيذ عملية الإعدام التي كان من المفترض أن تنزل بالأخير.
- بوغز (بالإنجليزية: Boggs)‏؛ عسكري من المقاطعة الثالثة عشرة، وهو الساعد الأيمن للرئيسة ألما كوين، ترأس فرقة النجوم (بالإنجليزية: The Star Squad)‏؛ التي أُرسِلت إلى داخل الكابيتول، وهناك حذر كاتنيس من أن الرئيسة كوين تريد أن تتخلّص منها بسبب رمزية كاتنيس داخل الثورة وتنامي نوفوذها بين الثوار. أُصيب بلغم قطع أطرافه وقبل أن يموت سلّم قيادة الفرقة إلى كاتنيس.
- كريسيدا (بالإنجليزية: Cressida)‏؛ مخرجة أفلام من الكابيتول، كانت ضمن فرقة النجوم (بالإنجليزية: The Star Squad)‏؛ انضمّت إلى الثورة وانتقلت إلى المقاطعة الثالثة عشرة بعد فرارها من العاصمة. توصف كريسيدا بأنها: حليقة الرأس تحمل وشمًا عليه يُمثّل كرومًا خضراء اللون. نجت من الحرب، وبدأت بتسجيل ما دمرته الحرب في بانيم جنبًا إلى جنب بولوكس.
- ميسالا (بالإنجليزية: Messalla)‏؛ هو مساعد المخرجة كريسيدا، وكلاهما كانا ضمن فرقة النجوم (بالإنجليزية: The Star Squad)‏ التي أُرسِلت إلى داخل الكابيتول، وسبق أن بعثا إلى المقاطعة الثامنة لتصوير مشاهد لخدمة الإعلام الحربي. قُتِل ميسالا تحت الأرض بعد أن وقع فريسة لدى مصيدة الضوء التي أذابت جسده مثلما يذوب الشمع.
- كاستور (بالإنجليزية: Castor)‏ و بولوكس (بالإنجليزية: Pollux)‏؛ أخوان شقيقان، فرقة النجوم (بالإنجليزية: The Star Squad)‏ التي أُرسِلت إلى داخل الكابيتول، وكانت مهمتهما تنحصر في التصوير بصفتهما مصورين صحفيين. اعتادت كاتنيس في البداية أن تُسمّيهما بالفضوليين (تحديدًا بالحشرتين)، بسبب ملابسهما التي توحي بمخلوقات ذات قشور. كان بولوكس من الآفوكس (بالإنجليزية: Avox)‏. قُتِل كاستور جنبًا إلى جنب كل من فينيك وهومز إثر هجوم السحالي الممسوخة عليهم تحت الأرض. نجا بولوكس من الحرب، وغدا مع كريسيدا يعملان مع أجل توثيق ما صنعته الحرب من دمار بعد نهاية الحرب. أسماء الأخوين مستمدة من توأم في الميثولوجيا الإغريقية، وفي الأسطورة، كما هو الحال في أحداث رواية الطائر المقلد، يقتل كاستور، بينما يعيش بولوكس وحيدًا.
- ميتشيل (بالإنجليزية: Mitchell)‏، جاكسون (بالإنجليزية: Jackson)‏ و هومز (بالإنجليزية: Homes)‏؛ جنود عسكريون مختارون من أهالي المقاطعة الثالثة عشرة، كانوا ضمن فرقة النجوم (بالإنجليزية: The Star Squad)‏ التي أُرسِلت إلى داخل الكابيتول. قُتِل ميتشيل بعد أن دفعه بيتا في إحدى شوارع الكابيتول فسقط في إحدى المصيدات التي أودت بحياته. جاكسون (تعد من حيث الرتبة العسكرية الثانية في سلم القيادة بعد بوغز) قُتِلت هي الأخرى مع ليغ 1 أثناء محاولتهما عرقلة تقدّم المخلوقات الممسوخة التي كانت تهاجم الفرقة، بينما يُفترض من سياق القصة أن هومز قُتِل إثر قطع رأسه بواسطة السحالي الممسوخة جنبًا إلى جنب كل من فينيك وكاستور.
- ليغ 1 (بالإنجليزية: Leeg 1)‏ و ليغ 2 (بالإنجليزية: Leeg 2)‏؛ شقيقتان توأم من المقاطعة الثالثة عشرة، لتطابقهما في الشبه، ميّز بينهما بترقيم كل واحدة برقم. كانتا ضمن فرقة النجوم (بالإنجليزية: The Star Squad)‏ التي ضمّت كاتنيس وغايل (لاحقًا بيتا)، التي اقتحمت الكابيتول. كانت ليغ 2 أوّل من قُتِل من الفرقة بعد أربعة أيام من وصول الفرقة إلى العاصمة، بينما قُتِلت ليغ 1 رفقة جاكسون حين بقيتا عند طاحونة اللحم لعرقلة تقدّم المخلوقات الممسوخة التي كانت تتقدّم باتجاه الفرقة.
- الدكتور أورليوس (بالإنجليزية: Dr. Aurelius)‏؛ طبيب من المقاطعة الثالثة عشرة، تولّى أمر علاج كاتنيس في المقاطعة بعيد تهريبها من الدورة الخامسة والسبعين للمباريات. كذلك رأس لجنة علاج بيتا من غسيل الدماغ الذي تعرّض إليه في الكابيتول. ظل يعالج كاتنيس في جلسات نفسيه بعد مقتل شقيقتها بريم، وشهد لصالح كاتنيس بعد قتلها ألما كوين، حيث نصّت شهادته على أن كاتنيس لم تكن مستقرة عقليًا حين قامت بعملية الاغتيال، مما جنّبها حكم الإعدام الذي طالب به بعض الثوار لتنفيذه بكاتنيس. لم تظهر شخصية الدكتور أورليوس في سلسلة الأفلام المقتبسة.

### آخرون
- آني كريستا (بالإنجليزية: Annie Cresta)‏؛ مجالدة من المقاطعة الرابعة، سبق لها الفوز في الدورة السبعين من مباريات الجوع. هي ذات عينين خضراوين وشعر أسود. أصبحت شبه مختلقة عقليًّا، بعد أن شاهدت جثة المجالد القادم من مقاطعتها مقطوعة الرأس. فازت في دورتها، بسبب مهارتها في السباحة (يشتهر أهالي المقاطعة الرابعة بالسباحة). ومع مرور خمس سنوات على فوزها، إلّا أنّها لم تسترد عافيتها، وذلك حسبما بدت لكاتنيس. وقع الاختيار عليها ضمن قرعة مجالدي الدورة الخامسة والسبعين، إلّا أن ماغز تطوّعت بدلًا عنها. ضمن أحداث مباريات الجوع، تزوجت بحبيبها فينيك، وأنجبت منه - بعد وفاته - ولدًا. في الاجتماع النهائي الذي دعت إليه الرئيسة كوين لبحث أمر إطلاق نسخة ختامية لمباريات الجوع، صوّتت آني ضد المقترح الذي كان سيقام بإشراك أطفال مسؤولي الكابيتول، مشيرة إلى أن فينيك كان سيفعل الشيء نفسه، إذا كان على قيد الحياة.
- القائدة لايم (بالإنجليزية: Commander Lyme)‏؛ مجالدة من المقاطعة الثانية، من فئة المجالدين المحترفين، طويلة وذات بنية جسدية، وهي المنتصرة في الدورة الخامسة والخمسين من مباريات الجوع، أصبحت قائدة للثوار في المقاطعة الثانية حيث قادتهم للسيطرة على جبل الأسلحة المعروف باسم حبة البندق (بالإنجليزية: The Nut)‏؛ لم يُشر إلى موتها بصراحة، لكن استنتج موتها بسبب عدم وجودها مع المجالدين الأحياء الذين طلب منهم بواسطة الرئيسة كوين الاجتماع لحسم أمر الدورة النهائية، حيث اقتصر الحضور على كل من: كاتنيس، بيتا، آني، بيتي، إينوباريا، هايمتش وجوانا.
- القائدة بايلور (بالإنجليزية: Commander Paylor)‏؛ من المقاطعة الثامنة، عُيّنت من قبل قيادة الثورة في المقاطعة الثالثة عشرة لتكون من قيادات الثورة في المقاطعة الثامنة، وهي تبدو في العقد الثالث من عمرها، ذات «عينين بنيتين منتفختين نتيجة التعب، بينما تفوح منها رائحة المعدن والعرق» حسبما جاء في وصف كاتنيس لها. التقت بكاتنيس مرة أخرى في قصر الرئيس سنو، حيث سمحت للأخيرة برؤية سنو في حديقة الورود حيث كان محبوسًا. غدت بايلور رئيسة لبانيم بعد يومين من مقتل ألما كوين، وذُكِر أنها أمرت بهدم ميادين المباريات وإقامة نصب تذكارية لقتلى المباريات والحرب، ما بدا ضمنيًا إشارة إلى وجود تحسّن في جميع المقاطعات تحت حكم وإشادة بفترة حكمها.
- دالتون (بالإنجليزية: Dalton)‏؛ خبير ماشية من أهالي المقاطعة الثامنة، حيث هاجر منها نحو المقاطعة الثالثة عشرة، واكتسب هناك مواطنة المقاطعة بسبب حاجة الأخيرة إلى السكان. شرح لكاتنيس نقطة ضعف المقاطعة الثالثة عشرة، حيث كاد وباء داء الزهري الذي انتشر بين سكانها أن يفني أهاليها عن بكرة أبيهم، وهو الأمر الذي دعا المقاطعة إلى إقامة مركز جيني لتكثير السكان، إضافة إلى فتحها باب الهجرة أمام كل من كان يصل إليها، حيث أقرت منح المواطنة مباشرة لكل من يطلبها.
- لافينا (بالإنجليزية: Lavinia)‏؛ من الأفوكس، كانت تخدم في الكابيتول.
- بوني وتويل (بالإنجليزية: Bonnie and Twill)‏؛ شقيقتان من المقاطعة الثامنة، هربتا منها باتجاه المقاطعة الثالثة عشرة، وقد التقت بهما كاتنيس في غابات المقاطعة الثانية عشرة (ضمن أحداث رواية ألسنة اللهب) حيث كانت تصيد هناك، وقامت بإطعامهما. وعرفت من خلالهما أنها غدت رمزًا للثورة بصفتها طائرًا مقلدًا. الشقيقتان كانتا أوّل من ذكر فرضية وجود المقاطعة الثالثة عشرة أمام كاتنيس، حيث كان قبل ذلك ينتشر بين الناس في بانيم أن المقاطعة المذكورة أُزيلت من على وجه الأرض بأهلها قبل خمسة وسبعين عامًا إثر التمرد الذي قادته المقاطعات ضد الكابيتول. ورد في الرواية الثالثة من السلسلة، أن الشقيقتين لم تصلا إلى المقاطعة الثالثة عشرة، وهو ما يعني أنهما ماتتا في طريقهما نحو المقاطعة.
- إدي (بالإنجليزية: Eddy)‏؛ فتى من المقاطعة الثامنة، كان ممن يُقدّس كاتنيس، وجاهد لرؤيتها حينما كانت تزور مقاطعته.
- تيتوس (بالإنجليزية: Titus)‏؛ مجالد من المقاطعة السادسة، شارك في إحدى دورات مباريات الجوع، وكان ميدان تلك الدورة عبارة عن ساحة جليدية قاحلة غير مأهولة بالحياة الطبيعية حيث يصعب إيجاد مورد للطعام، وبسبب ذلك أصبح هذا المجالد آكلًا للحوم البشر، حيث بدأ يأكل لحوم المجالدين الآخرين. مات إثر انهيار جليدي في ميدان المباريات، وتعتقد كاتنيس أنّ الكابيتول دبّرت أمر موته بهذا الشكل، للحيلولة دون انتصار آكلٍ للحوم البشر في المباريات.
- ليدي (بالإنجليزية: Lady)‏؛ عنزة بريم. لم يثبت مقتلها إثر القصف الجوي الكابيتولي الذي استهدف المقاطعة الثانية عشرة، مع ذلك لم تعثر كاتنيس عليها عند عودتها للمقاطعة قبل بدء الحرب التي أطاحت بنظام الكابيتول.
- الحوذان (بالإنجليزية: Buttercup)‏؛ هر بريم، وهي من أطلقت عليه هذا الاسم بسبب لون فرائه الأصفر الداكن الذي بنظرها يماثل لون زهرة الحوذان النضرة!. نجا من القصف الجوي الكابيتولي الذي استهدف المقاطعة الثانية عشرة، وعثرت عليه كاتنيس وجائت به إلى ملاجئ المقاطعة الثالثة عشرة حيث كانت تعيش والدتها واختها. عاد من المقاطعة الثالثة عشرة إلى منزل عائلة كاتنيس بعد انتهاء الحرب ومقتل بريم، حيث وجد كاتنيس وبدأ لها أنهما سيعيزيان بعضها البعض بموتها ويؤنسان وحدتهما، رغم أنها كانت لا تطيق ذلك الهر مطلقًا.
- داريوش (بالإنجليزية: Darius)‏؛ أحد ضباط الأمن في المقاطعة الثانية عشرة، ولسبب ما أصبح من الأفوكس حيث بدأ يخدم في الكابيتول.

## مفاهيم
- المجالد/ة (بالإنجليزية:  The Tribute)‏؛ هو فتى أو فتاة، يقع الاختيار عليه بالقرعة ليمثّل مقاطعته في مباريات الجوع، حيث يقاتل حتى الموت.
- الآفوكس (بالإنجليزية: The Avox)‏؛ كل من يرتكب جريمة في بانيم، خاصة إن كانت تستهدف الكابيتول بطريقة مباشرة أو غير مباشرة. ويكون عقابه بقطع لسانه وجعله خادمًا في الكابيتول.
- المجالدون المحترفون (بالإنجليزية: The Career Tributes)‏؛ صفة تطلق على مجموعة من مجالدي المقاطعات الغنيّة نوعًا ما (المقاطعات الأولى، الثانية والرابعة)، الذين يشاركون في مباريات الجوع، عن سبق إصرار وترصّد - ولا يدفعون إليها زورًا كما الآخرين - ويكونون على مستوى عالٍ من الحرفيّة، بفضل تدريبات خضعوا لها في مقاطعاتهم، وغالبًا ما يكون المجالد المنتصر منهم.
- الزنابير المُطاردة أو الزنابير القاتلة (بالإنجليزية: The Tracker Jacker)‏؛ هي دبابير مُعدّلة جينيًّا، تستخدمها الكابيتول كسلاح قاتل ضد المقاطعات.
- صنّاع المباريات (بالإنجليزية: The Game Masters)‏؛ هم اللجنة المُشرفة على إدارة شؤون المباريات، حيث يستطيعون تغيير مجراها حسبما يشاؤون، ليزيدوا من حجم المشاهدة ونسبة الإثارة، كذلك يمكنهم تغيير قواعد المباريات، حيث سمحوا مثلًا بفوز مجالدَين اثنين بدلًا عن مجالد واحد في الدورة الرابعة والسبعين لمباريات الجوع، وهي قاعدة لم يسبق أن غُيّرت طيلة سنوات المباريات.
- قوات حفظ السلام (بالإنجليزية: The Peacekeepers)‏؛ هي قوات تابعة للكابيتول، تنتشر في المقاطعات للسيطرة على الأوضاع فيها وإحباط أي خرق للقانون أو تمرّد يمكن أن يقوم به أهالي المقاطعات. ودائمًا يكون تعاملها مع أهالي المقاطعات عنيفًا ويصل حد القتل. ينحدر غالبية القوات من الكابيتول والمقاطعة الثانية.
- فرقة النجوم (بالإنجليزية: The Star Squad)‏ أو الفرقة 451 (بالإنجليزية: Squad 451)‏؛ وحدة عسكرية خاصة من ثمانية أعضاء، سُميّت بفرقة النجوم نسبة لأعضاءها الخبراء. جرى تشكيل الفرقة في المقاطعة الثالثة عشرة، وأُرسِلت مع طاقم إعلامي لتصوير دعاية حربية في محيط الكابيتول لتوجّه ضد أهالي الكابيتول بهدف كسر منعويات الجيش هناك وإشاعة خبر سيطرة قوات الثورة على أجزاء كبيرة من العاصمة.